# Richard F. Natonski
Richard F. Natonski est un lieutenant-général à la retraite du Corps des Marines des États-Unis dont la dernière affectation a été celle de commandant du Commandement des Forces du Corps des Marines des États-Unis. Il a été nommé dans la fonction en août 2008, après avoir servi en tant que commandant adjoint du Corps des Marines des États-Unis pour les plans, les politiques et les opérations à partir de 2006. Il a pris sa retraite à Marine Barracks 8th & I le 8 septembre 2010. 

## Enfance et éducation
Originaire d'Amsterdam, New York, Richard Natonski a grandi à New Canaan, Connecticut après que sa famille s'y soit installée en avril 1956. Ses parents étaient Frank J. Natonski et Sadie C. Strenges Natonski. Il est diplômé de l'Université de Louisville en 1973 avec un baccalauréat ès lettres en histoire et a été nommé sous-lieutenant dans le United States Marine Corps. 

## Carrière

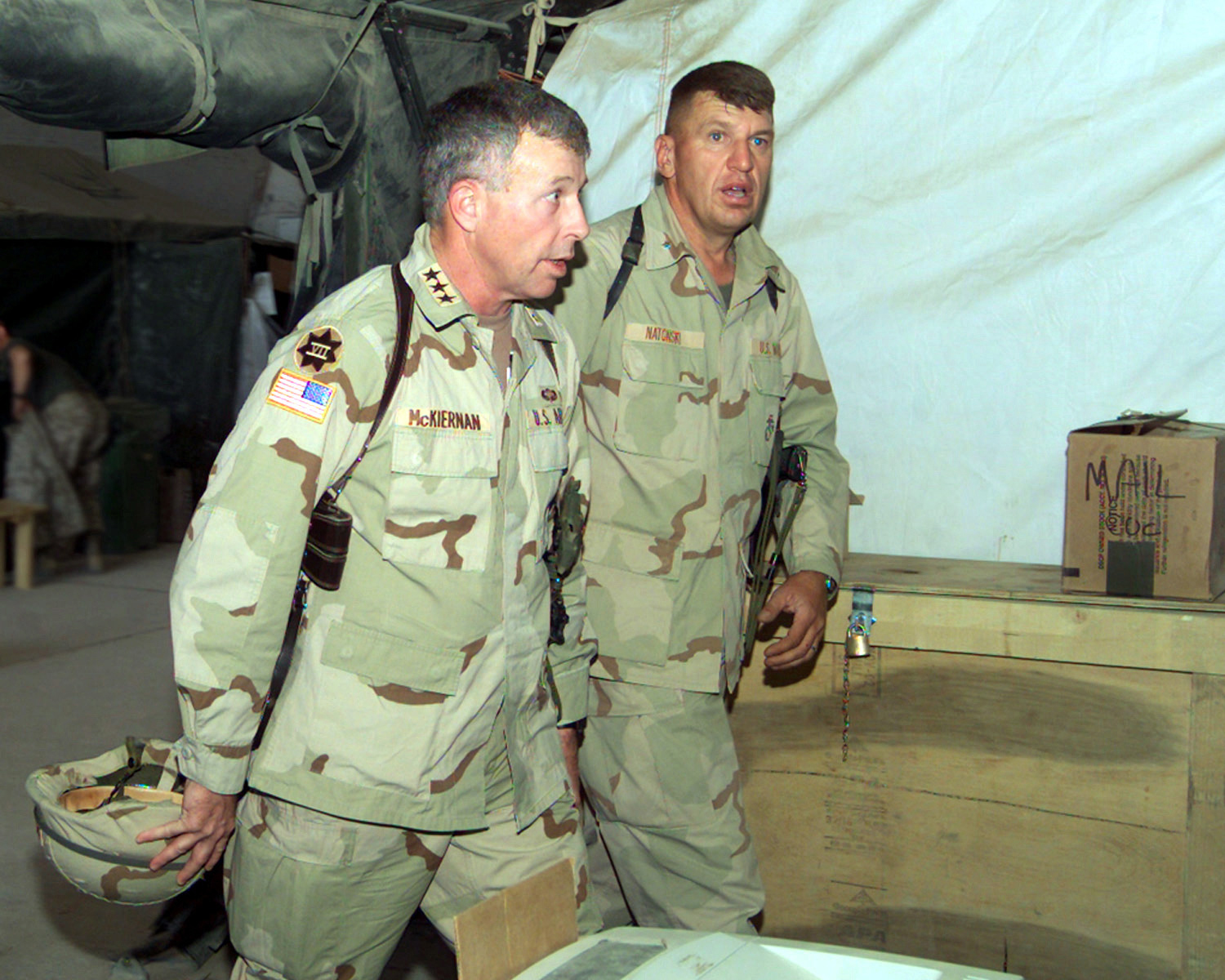
Natonski avec David D. McKiernan en mai 2003

À la fin de la Basic school en 1974, Natonski sert comme commandant de peloton et officier en second de la compagnie H, 2e bataillon, 4e Marines. Là, il participe aux opérations d'évacuation hors zone de combat au Cambodge (opération Eagle Pull) et au Sud-Vietnam (opération Frequent Wind). 
Transféré au Marine Corps Recruit Depot de San Diego en juillet 1975, Natonski est nommé commandant de promotion au sein de la compagnie A, 1er bataillon d'instruction des recrues, puis officier des opérations du bataillon. En avril 1978, le capitaine Natonski est transféré à Marine Barracks, 8th et I à Whashington, DC, où il sert comme cadre et commandant de la compagnie B. 
À la fin de cette affectation à Washington, DC en 1981, il passé l'été en tant que commandant de peloton à l'École des candidats officiers avant de fréquenter l'École de guerre amphibie de Quantico, en Virginie. 
En juillet 1982, il est nommé officier des opérations du 1er Bataillon, 5e Marines au Camp Pendleton, en Californie. À la suite de son temps d'affectation au sein de la 1re Division des Marines, le major Natonski est muté au quartier général des Marines en juillet 1984, où il sert au sein de la Division des exigences en matière de combat au sol du Département des plans, politiques et opérations. De 1987 à 1988, il suit le cours du Marine Corps Command and Staff College. 
À la suite de sa formation à Quantico, il est affecté comme observateur à l'Organisation des Nations Unies pour la surveillance de la trêve au Moyen-Orient. À la fin de cette opération, en juin 1989, il est muté à la 2e Escadre d'aéronefs des Marines à Cherry Point, en Caroline du Nord, où il est affecté comme officier des plans G-3. 
En juillet 1991, nommé lieutenant-colonel, Natonski est transféré à la 2e Division des Marines, où il sert comme commandant en second du 2e Régiment de Marines jusqu'à ce qu'il assume le commandement du 1er Bataillon, 2e Marines en mai 1992. En tant que commandant, il a participé à l'opération GTMO une mission de secours humanitaire pour les migrants haïtiens à Cuba et aux opérations Restore Hope et Operation Continue Hope en Somalie. Il a terminé son affectation à la Division en tant que G-3 adjoint (adjoint au chef du bureau opération). 
De 1994 à 1995, il fréquente le Collège de défense de l'OTAN à Rome, en Italie. Natonski, en tant que colonel a servi à la Section des opérations du II Corps expéditionnaire des Marines jusqu'à ce qu'il assume le commandement de la 24e Marine Expeditionary Unit (MEU) en octobre 1995. Natonski en tant que colonel a effectué deux déploiements en tant que commandant de la MEU pour soutenir les opérations en Bosnie et au Koweït. En mai 1998, il a quitté le commandement de la 24 MEU et a été affecté à l'état-major interarmées du Pentagone où il a été nommé chef de la division du commandement central, direction des opérations de l'état-major interarmées (J-3), puis directeur adjoint des opérations au Centre national de commandement militaire. À la suite de son affectation à l'état-major interarmées, le brigadier-général Natonski a d'abord été directeur de la Division de la stratégie et des plans, puis directeur de la Division des opérations du Département des plans, politiques et opérations du Quartier général des Marines. 
Le brigadier-général Natonski a pris le commandement de la 2e Marine Expeditionary Brigade (MEB) en juin 2002. De janvier à juin 2003, la MEB a été déployé en appui de l'opération Iraqi Freedom. Au cours de cette opération, le 2e MEB a été rebaptisée Task Force Tarawa et utilisée comme élément de manœuvre au sol sous la direction du I Marine Expeditionary Force. La brigade a combattu à la bataille de Nasiriyah et a participé au sauvetage de Jessica Lynch. 
Le major-général Natonski a pris le commandement de la 1re Division des Marines en août 2004, alors qu'il était en Irak. Là, il a dirigé l'élément de manœuvre au sol I MEF pendant les opérations de contre-insurrection, la bataille de Fallujah (opération Al-Fajr) et les élections nationales irakiennes en janvier 2005. 
Le 12 juin 2006, le secrétaire à la Défense a annoncé que le président George W. Bush avait proposé la candidature de Natonski au grade de lieutenant-général, en tant que commandant adjoint, Plans, politiques et opérations. Natonski est devenu commandant adjoint le 7 novembre 2006 lors du départ à la retraite du LtGen. Jan Huly et a reçu sa troisième étoile. Il a occupé ce poste jusqu'en août 2008, date à laquelle il a assumé le commandement du US Marine Corps Forces Command. 
Le 8 septembre 2010, le général. James T. Conway, le commandant du Corps des Marines, a présenté le lieutenant-général Natonski avec une lettre signée du président Barack Obama remerciant pour ses services lors de sa cérémonie de retraite à Marine Barracks Washington. Natonski a servi dans le Marine Corps pendant 37 ans. Il a pris sa retraite en tant que Marine la plus décorée en service actif. 

### Enquête sur la bataille de Wanat
Le 30 septembre 2009, le commandant du Commandement central américain, le général David Petraeus a nommé le lieutenant-général du Corps des Marines des États-Unis, Richard F. Natonski, pour mener une nouvelle enquête sur la bataille de Wanat et examiner les questions connexes "au-delà du niveau tactique". L'examen du général Natonski «s'est concentré sur l'ensemble des circonstances qui comprenaient et ont affecté les actions à Wanat», y compris les entretiens avec les officiers impliqués, et les examens des enquêtes précédentes à l'exception du récit du Fort Leavenworth Combat Studies Institute (CSI) - indiquant qu'il avait "n'a pas fait l'objet d'une vérification préalable à la publication et d'un examen académique conformément aux protocoles de recherche permanents du CSI",. 
En juin 2010, à la fin de l'enquête de Natonski, le général Charles C. Campbell a révoqué les sanctions prononcées, affirmant qu'elles auraient un "effet dissuasif" sur les opérations au sol. «L'armée a déclaré que le deuxième examen de l'incident prouvait que les officiers n'avaient pas été négligents et que « leurs actions étaient raisonnables dans ces circonstances ».

## Récompenses et décorations
|  |  |  |  |
|  |  |  |  |

|             | Bronze oak leaf cluster |             |  |
|             |                         |             |  |
|             |                         |             |  |
| Bronze star | Bronze star             | Bronze star |  |
|             |                         |             |  |
|             |                         |             |  |
| Bronze star |                         |             |  |
|             |                         |             |  |

| Badge       | Insigne de parachutiste de base                                          | Insigne de parachutiste de base                                          | Insigne de parachutiste de base                                          | Insigne de parachutiste de base                                                | Insigne de parachutiste de base                                                | Insigne de parachutiste de base                                                | Insigne de parachutiste de base                                       | Insigne de parachutiste de base                                       | Insigne de parachutiste de base                                       | Insigne de parachutiste de base                                         | Insigne de parachutiste de base                                         | Insigne de parachutiste de base                                         |
| 1er rang    | Médaille du service distingué de la Marine avec une étoile d'or          | Médaille du service distingué de la Marine avec une étoile d'or          | Médaille du service distingué de la Marine avec une étoile d'or          | Médaille du service distingué de la Marine avec une étoile d'or                | Médaille du service supérieur de la Défense                                    | Médaille du service supérieur de la Défense                                    | Médaille du service supérieur de la Défense                           | Médaille du service supérieur de la Défense                           | Légion de mérite                                                      | Légion de mérite                                                        | Légion de mérite                                                        | Légion de mérite                                                        |
| 2e rangée   | Étoile de bronze                                                         | Étoile de bronze                                                         | Étoile de bronze                                                         | Médaille du service méritoire de la défense avec 1 grappe de feuilles de chêne | Médaille du service méritoire de la défense avec 1 grappe de feuilles de chêne | Médaille du service méritoire de la défense avec 1 grappe de feuilles de chêne | Médaille du service méritoire                                         | Médaille du service méritoire                                         | Médaille du service méritoire                                         | Médaille élogieuse de la Marine et du Corps des Marines avec 2 étoiles  | Médaille élogieuse de la Marine et du Corps des Marines avec 2 étoiles  | Médaille élogieuse de la Marine et du Corps des Marines avec 2 étoiles  |
| 3e rangée   | Médaille élogieuse de l'armée                                            | Médaille élogieuse de l'armée                                            | Médaille élogieuse de l'armée                                            | Ruban d'action de combat                                                       | Ruban d'action de combat                                                       | Ruban d'action de combat                                                       | Citation de l'unité présidentielle de la marine                       | Citation de l'unité présidentielle de la marine                       | Citation de l'unité présidentielle de la marine                       | Prix de l'unité méritoire conjointe avec 4 grappes de feuilles de chêne | Prix de l'unité méritoire conjointe avec 4 grappes de feuilles de chêne | Prix de l'unité méritoire conjointe avec 4 grappes de feuilles de chêne |
| 4ème rangée | Mention élogieuse de l'unité de la Marine avec 2 étoiles de service      | Mention élogieuse de l'unité de la Marine avec 2 étoiles de service      | Mention élogieuse de l'unité de la Marine avec 2 étoiles de service      | Mention élogieuse d'unité méritoire de la marine avec 2 étoiles de service     | Mention élogieuse d'unité méritoire de la marine avec 2 étoiles de service     | Mention élogieuse d'unité méritoire de la marine avec 2 étoiles de service     | Médaille du service de la Défense nationale avec 2 étoiles de service | Médaille du service de la Défense nationale avec 2 étoiles de service | Médaille du service de la Défense nationale avec 2 étoiles de service | Médaille expéditionnaire des Forces armées avec 3 étoiles de service    | Médaille expéditionnaire des Forces armées avec 3 étoiles de service    | Médaille expéditionnaire des Forces armées avec 3 étoiles de service    |
| 5ème rangée | Médaille du service du Vietnam avec 1 étoile de service                  | Médaille du service du Vietnam avec 1 étoile de service                  | Médaille du service du Vietnam avec 1 étoile de service                  | Médaille du service en Asie du Sud-Ouest avec 1 étoile de service              | Médaille du service en Asie du Sud-Ouest avec 1 étoile de service              | Médaille du service en Asie du Sud-Ouest avec 1 étoile de service              | Médaille de la campagne en Irak avec 1 étoile de service              | Médaille de la campagne en Irak avec 1 étoile de service              | Médaille de la campagne en Irak avec 1 étoile de service              | Médaille expéditionnaire de la guerre mondiale contre le terrorisme     | Médaille expéditionnaire de la guerre mondiale contre le terrorisme     | Médaille expéditionnaire de la guerre mondiale contre le terrorisme     |
| 6e rangée   | Médaille de la guerre mondiale contre le terrorisme                      | Médaille de la guerre mondiale contre le terrorisme                      | Médaille de la guerre mondiale contre le terrorisme                      | Médaille du service de défense de la Corée                                     | Médaille du service de défense de la Corée                                     | Médaille du service de défense de la Corée                                     | Médaille de service des forces armées                                 | Médaille de service des forces armées                                 | Médaille de service des forces armées                                 | Médaille du service humanitaire avec 2 étoiles de service               | Médaille du service humanitaire avec 2 étoiles de service               | Médaille du service humanitaire avec 2 étoiles de service               |
| 7ème rangée | Ruban de déploiement de service de la mer Navy avec 6 étoiles de service | Ruban de déploiement de service de la mer Navy avec 6 étoiles de service | Ruban de déploiement de service de la mer Navy avec 6 étoiles de service | Ruban de service Arctic Navy                                                   | Ruban de service Arctic Navy                                                   | Ruban de service Arctic Navy                                                   | Ruban de service outre-mer Navy & Marine Corps                        | Ruban de service outre-mer Navy & Marine Corps                        | Ruban de service outre-mer Navy & Marine Corps                        | Ruban d'instructeur d'exercice du Corps des Marines                     | Ruban d'instructeur d'exercice du Corps des Marines                     | Ruban d'instructeur d'exercice du Corps des Marines                     |
| 8ème rangée | Médaille des Nations Unies avec 1 étoile de service                      | Médaille des Nations Unies avec 1 étoile de service                      | Médaille des Nations Unies avec 1 étoile de service                      | Médaille OTAN pour la Yougoslavie                                              | Médaille OTAN pour la Yougoslavie                                              | Médaille OTAN pour la Yougoslavie                                              | Médaille de l'Organisation interaméricaine de défense                 | Médaille de l'Organisation interaméricaine de défense                 | Médaille de l'Organisation interaméricaine de défense                 | Médaille de libération du Koweït (Koweït)                               | Médaille de libération du Koweït (Koweït)                               | Médaille de libération du Koweït (Koweït)                               |
| Badge       | Insigne d'identification du Bureau des chefs d'état-major interarmées    | Insigne d'identification du Bureau des chefs d'état-major interarmées    | Insigne d'identification du Bureau des chefs d'état-major interarmées    | Insigne d'identification du Bureau des chefs d'état-major interarmées          | Insigne d'identification du Bureau des chefs d'état-major interarmées          | Insigne d'identification du Bureau des chefs d'état-major interarmées          | Insigne d'identification du Bureau des chefs d'état-major interarmées | Insigne d'identification du Bureau des chefs d'état-major interarmées | Insigne d'identification du Bureau des chefs d'état-major interarmées | Insigne d'identification du Bureau des chefs d'état-major interarmées   | Insigne d'identification du Bureau des chefs d'état-major interarmées   | Insigne d'identification du Bureau des chefs d'état-major interarmées   |